# Nothing to Gein
«Nothing to Gein» (с англ. — «Нечего ловить»; игра слов, можно также перевести как «Гин ни при чём») — Третий сингл американской рок-группы Mudvayne с их дебютного альбома L.D. 50. и был написан в последние дни записи альбома. Песня вдохновлена американским убийцей Эдом Гином.

## Процесс записи
В процессе написания песен, участники группы сочетали риффы с текстами песен, основанными на том, что Мэтью Макдоноу называл «символикой чисел». По словам Макдоноу, в то время как он и Чед Грей писали текст песни «Nothing to Gein», Грег Триббетт исполнил рифф, который чередовался в тактах из четырех и пяти. Поскольку число девять — это лунное число, Макдоно чувствовал, что рифф будет соответствовать тексту песни, в которой упоминался убийца и похититель трупов Эд Гин, чьи действия Макдоно связывал с ночной активностью.